# Рон Елдард
Роналд Џејсон Елдард (енгл. Ronald Jason Eldard; Лонг Ајленд, 20. фебруар 1965), амерички је филмски, телевизијски и позоришни глумац.